# Inked in Blood
Inked in Blood er et album fra det amerikanske death metal-band Obituary, udgivet den 28. oktober 2014.

## Spor
1. "Centuries of Lies" – 2:08
2. "Violent by Nature" – 4:34
3. "Pain Inside" – 4:36
4. "Visions in My Head" – 4:14
5. "Back on Top" – 4:31
6. "Violence" – 2:07
7. "Inked in Blood" – 4:13
8. "Deny You" – 4:49
9. "Within a Dying Breed" – 5:37
10. "Minds of the World" – 3:24
11. "Out of Blood" – 3:20
12. "Paralyzed with Fear" – 5:39

- Tekst: John Tardy
- Musik: Donald Tardy og Trevor Peres

## Musikere
- John Tardy – vocals
- Kenny Andrews – lead guitar
- Trevor Peres – rhythm guitar
- Terry Butler – bass
- Donald Tardy – trommer